# Campbellsville
Campbellsville é uma cidade localizada no estado americano de Kentucky, no Condado de Taylor.

## Demografia
Segundo o censo americano de 2000, a sua população era de 10.498 habitantes.
Em 2006, foi estimada uma população de 10.890, um aumento de 392 (3.7%).

## Geografia
De acordo com o United States Census Bureau tem uma área de
15,6 km², dos quais 15,4 km² cobertos por terra e 0,2 km² cobertos por água. Campbellsville localiza-se a aproximadamente 250 m acima do nível do mar.

## Localidades na vizinhança
O diagrama seguinte representa as localidades num raio de 28 km ao redor de Campbellsville.